# Velo-city
Velo-city is een reeks conferenties over fietsbeleid, vooral in Europa. Het geldt als een van 's werelds belangrijkste fora voor de uitwisseling van expertise rond fietsbeleid. De eerste editie was in 1980 in Bremen, en inspireerde ook tot de oprichting van de Europese Fietsersbond (ECF) in 1983.
De naam Velo-city is een woordspeling met de woorden vélo (Frans voor fiets), city (Engels voor stad) en het Engelse velocity (snelheid). De Europese Fietsersbond is eigenaar van de naam en het bestuur van ECF is het besluitvormende orgaan voor Velo-city.
In het begin waren de conferentiegasten en sprekers vooral fietsactivisten, maar in latere edities raakte Velo-city gekend als ontmoetingspunt voor iedereen die betrokken is bij het beleid, de promotie en de voorzieningen voor fietsers. Deze mix van mensen, beroepen, vaardigheden en ervaring is een waardevol onderdeel van het succes van de evenementen. Velo-city is een forum voor belanghebbenden van lokale, regionale en nationale overheden, politici, academici, adviseurs, industrie en fietsgebruikers.
Op Velo-city kan een stad maatregelen tonen om het fietsverkeer te verbeteren. Zo lanceerde Parijs, geïnspireerd door de Velo-city 2003-conferentie, in 2007 haar deelfietsensysteem Velib en kreeg daarvoor wereldwijd aandacht.

## Doelen
1. Verspreid hoogwaardige kennis, goede nieuwe informatie over fietsen en transportplanning op internationaal niveau.
2. Steden met een goed fietsbeleid laten de voordelen zien die ze hun burgers, bedrijven en anderen bieden via de door de conferentie gegenereerde publiciteit.
3. Stimuleer de erkenning van de fiets als een efficiënte, gezonde en milieuvriendelijke manier van vervoer, en stimuleer het grotere gebruik ervan.
4. Integratie van fietsplanning in vervoer, ruimtelijke ordening en andere relevante beleidssectoren waar fietsen een belangrijke rol speelt.
5. Zoek betrokkenheid van alle relevante belanghebbenden.[1]

## Gaststeden
De conferentie vindt elk jaar in een andere stad plaats. Voor de coronapandemie was dat in oneven jaren in Europa en in even jaren buiten Europa. Steden stellen zich kandidaat om de conferentie te organiseren en worden geselecteerd door het ECF-bestuur.
In deze steden zijn conferenties gehouden met de volgende thema's:
1. 1980 – Bremen, Duitsland
2. 1984 – Londen, Verenigd Koninkrijk
3. 1987 - Groningen, Nederland, "Planning voor de stadsfietser"
4. 1989 - Kopenhagen, Denemarken, "Hoe mensen de fiets te laten gebruiken"
5. 1991 – Milaan, Italië, "De fiets: verbetering van de mobiliteit en het milieu in onze steden"
6. 1992 – Montreal, Canada
7. 1993 – Nottingham, Verenigd Koninkrijk
8. 1995 – Basel, Zwitserland, "De fiets, symbool van duurzaam vervoer"
9. 1996 – Ferrara, Italië
10. 1997 – Barcelona, Spanje
11. 1999 – Graz, Oostenrijk en Maribor, Slovenië
12. 2001 – Edinburgh en Glasgow, Schotland
13. 2003 – Parijs, Frankrijk, "De fiets als essentieel instrument om de stad terug te winnen"
14. 2005 - Dublin, Ierland, "Delivering the vision"
15. 2007 – München, Duitsland, "From vision to reality"
16. 2009 – Brussel, België, "Re-cycling cities"
17. 2010 – Kopenhagen, Denemarken, "Verschillende versnellingen dezelfde bestemmingen"
18. 2011 – Sevilla, Spanje, "The cycle of life"
19. 2012 – Vancouver, Canada, "Steden in beweging"
20. 2013 – Wenen, Oostenrijk, "The Sound of Cycling – Urban Cycling Cultures"
21. 2014 – Adelaide, Australië, "Celebration of Cycling"
22. 2015 – Nantes, Frankrijk, "Cycling: Future Maker"
23. 2016 – Taipei City, Taiwan, "Evolution of Cycling"
24. 2017 – Arnhem en Nijmegen, Nederland,[3] "Vrijheid van fietsen"
25. 2018 – Rio de Janeiro, Brazilië, "Access to Life"
26. 2019 – Dublin, Ierland,[4] "Cycling for the Ages"
27. 2021 – Lissabon, Portugal,[5] "Fietsdiversiteit"
28. 2022 – Ljubljana, Slovenië,[6] "Smart Cycling Inclusion"
29. 2023 - Leipzig, Duitsland
30. 2024 - Gent, België[7]
31. 2025 - Gdansk, Polen
32. 2026 - Rimini, Italië
33. 2027 - Ehime, Japan
34. 2028 - Genf, Zwitserland